# Phthitia lobocercus
Phthitia lobocercus är en tvåvingeart som beskrevs av Marshall 1992. Phthitia lobocercus ingår i släktet Phthitia och familjen hoppflugor. Inga underarter finns listade i Catalogue of Life.